# Économie de suffisance
L'économie de suffisance (thaï : เศรษฐกิจพอเพียง, phon. Setthakit Phophiang) est une approche spécifique du développement économique formulée initialement par le roi de Thaïlande Bhumibol Adulyadej (Rama IX) en 1974. Également appelée Sufficiency economy philosophy" (SEP), elle a été ensuite développée par des universitaires et des agences gouvernementales thaïlandaises et adoptée par le gouvernement du pays. Plus de 23 000 villages thaïlandais expérimentent des projets basés sur la SEP. Elle est considérée comme un développement de l'Économie bouddhiste.

## Historique
Un chapitre intitulé "Buddhist Economics", tiré du livre célèbre d'E.F. Schumacher, Small Is Beautiful, paru en 1973 contient des réflexions qui ont alimenté la réflexion du roi Bhumibol et son élaboration de sa théorie de l'économie de suffisance. Préoccupé par la misère des paysans thaïlandais il avait fait traduire le livre en langue thaï.
La philosophie de l'économie de suffisance a été élaborée dans les discours du roi aux étudiants de l'Université de Kasetsart en 1974 et de l'Université de Khon Kaen. Dans ce dernier discours, il déclarait : "Le développement du pays doit se faire par étapes. Il faut d'abord qu'il y ait une base pour que la majorité des gens aient de quoi vivre en utilisant des méthodes et des équipements économiques mais aussi techniquement corrects. Lorsqu'une telle fondation sûre est suffisamment prête et opérationnelle, elle peut être progressivement étendue et développée pour élever la prospérité et le niveau de vie à un niveau supérieur par étapes."

## Contenu
L'économie de suffisance promeut l'idée d'une production limitée afin de protéger l'environnement et de conserver les ressources rares. La production doit être destinée à la consommation individuelle. La production excédant la consommation peut être vendue. Selon cette philosophie, les riches peuvent consommer autant de ressources qu'ils le souhaitent tant que leur consommation n'entraîne pas d'endettement, et les pauvres doivent consommer les ressources sans emprunter.
La SEP ne doit pas être considérée comme une nouvelle théorie économique mais comme un guide d'aide à la décision destiné à améliorer le développement économique du pays.
Le rapport 2016 du Oxford Business Group sur la Thaïlande estime que "le concept d'économie de suffisance" place la durabilité en son centre et "est maintenant vu comme un contributeur important aux Objectifs de développement durable des Nations unies... en proposant une approche du développement économique différente de celle de la maximisation de la valeur pour l'actionnaire à court-terme."

## Mise en œuvre
L'organisation gouvernementale thaïlandaise essentiellement responsable de la mise en œuvre de l'économie de suffisance est le Conseil national de développement économique et social (NESDB). Le principal outil de mobilisation du NESDB est le Plan national de développement économique. La dernière version (douzième) de ce plan couvre les années 2017-2021.
Après le coup d'état de 2006, la junte militaire a annoncé que les politiques du premier ministre déposé Thaksin Shinawatra n'étaient pas alignées sur la philosophie du roi. Le préambule de la nouvelle constitution faisait de la promotion de l'économie de suffisance l'un des rôles de l'Etat. Lors des célébrations du 80e anniversaire du roi Bhumibol, le Premier ministre nommé par la junte, Surayud Chulanont, s'est engagé à allouer 10 milliards de bahts (300 millions de dollars) à des projets visant à promouvoir le bien-être, conformément au principe de l'économie de suffisance du roi Bhumibol.

### DéploiementPit thong lang phra
Pit thong lang phra (thaï : ปิดทองหลังพระ; litt.) est une expression thaï qui signifie "éviter les louanges pour ses propres bonnes actions". Fondé en 2008, le projet en est à sa deuxième phase (2016 - 2020). Il a d'abord été déployé pendant cinq ans dans les provinces de Nan, Udon Thani, Phetburi, Uthai Thani et Kalasin. Il a permis aux agriculteurs de 2 017 familles de gagner 285 millions de bahts. La deuxième phase du projet visera à aider les agriculteurs du district d'Ubolratana de la province de Khon Kaen et de 21 villages des provinces de Yala, Pattani et Narathiwat. Elle est financée à hauteur de 1,5 milliard de bahts par le bureau du Premier ministre et concentrera les efforts de quatre agences d'État.

## Critiques
Selon une opinion exprimée dans un message non classifié, mais sensible, et qui a fuité, de l'ambassade des États-Unis à Bangkok au département d'État américain, les principes de l'économie de suffisance sont décrits comme "vagues et malléables", et sa popularité est due à la "...réticence du public à critiquer tout ce qui est associé au roi vénéré". Et, comme l'a dit un économiste, "qui peut s'opposer à un modèle qui promeut le "raisonnable", le "bon comportement" et la "protection contre les chocs" ?.
De nombreux économistes sont restés perplexes quant à la signification de l'économie de suffisance. À l'issue d'une réunion avec des fonctionnaires du ministère thaïlandais des finances, au cours de laquelle la nécessité d'une plus grande autosuffisance a été soulignée, le directeur des notations souveraines de Standard & Poor's a admis que "personne ne sait ce que [l'économie d'autosuffisance] signifie vraiment". L'Asia Times a noté qu'"il existe un risque que la philosophie royale soit interprétée par des fonctionnaires moins scrupuleux comme une occasion d'abuser de leur autorité pour la recherche de rentes et l'extorsion, en particulier dans les entreprises à investissements étrangers." Les militants des ONG qui ont invoqué à la théorie de l'économie de suffisance du roi pour s'opposer à la construction de grands barrages ont été désavoués par le roi Bhumibol, partisan de longue date de la construction de barrages, qui a affirmé que la déforestation causée par les barrages était un mal nécessaire pour fournir des sources d'énergie et d'eau constantes aux agriculteurs.
Le gouvernement militaire s'est efforcé d'intégrer l'économie de suffisance du roi dans la politique économique nationale. Les critiques thaïlandais prennent généralement soin d'adresser leurs critiques à l'armée plutôt qu'au roi, par crainte d'être poursuivis pour lèse-majesté. Par conséquent, les critiques portent le plus souvent sur l'inefficacité de l'application plutôt que sur un désaccord de principe. Néanmoins, les points de désaccord les plus courants sont les suivants :
1. Cette philosophie n'est pas adaptée aux réalités du développement économique de la Thaïlande[11].
2. Personne ne comprend ce que signifie réellement l'expression "économie de suffisance" et il existe plusieurs interprétations vagues.

Le professeur Kevin Hewison, directeur du Carolina Asia Center à l'université de Caroline du Nord, critique ainsi ce concept : « l'économie de suffisance consiste essentiellement à maintenir les pauvres à leur place. Les personnes et les organisations qui promeuvent l'économie de suffisance sont merveilleusement contradictoires. Le roi, qui prône la modération, est à la tête d'une famille et d'un patrimoine institutionnel considérables, fondés sur la propriété foncière et les grandes sociétés capitalistes. La richesse institutionnelle connue de la couronne est estimée à plus de 40 milliards de dollars.... Le Premier ministre Surayud passe beaucoup de temps à parler de l'économie sociale et son gouvernement a alloué des budgets considérables aux activités de l'économie sociale. Entre-temps, il a déclaré des collections de voitures et de montres de luxe et des maisons coûteuses, bien qu'il ait touché un salaire militaire relativement bas tout au long de sa carrière. Les contradictions sont énormes. Pour les riches, l'économie de suffisance signifie qu'ils peuvent jouir de leur richesse tant qu'ils le font dans la limite de leurs moyens. Pour les pauvres, le conseil est de se débrouiller. En termes de classe, l'ES devient une idéologie qui justifie les inégalités ».